# Karak Norn
Karak Norn is een stad in het dwergenrijk in het spel Warhammer.

## Ligging
Karak Norn is de belangrijkste dwergenvestiging in de Grey Mountains. Het ligt in het uiterste zuiden van dit gebergte. De stad ligt dicht tegen de woonplaats van de Wood Elves, Athel Loren en de zuidelijke provincies van The Empire. 

## Inwoners
De Grey Mountains kennen niet de rijke  ertsaders en vindplaatsen van edelstenen zoals de Worlds Edge Mountains dat kennen. En waar er metaal te vinden is, zijn deze niet zo makkelijk te ontginnen. De dwergen hier zijn dan ook armer dan de rest van het dwergenrijk. De meeste jonge dwergen trekken dan ook naar het oosten op zoek naar rijkdom en roem. Als gevolg hiervan komen de beste avonturiers en schattenjagers uit deze streek.

## Leger
Aangezien de dwergen van de Grey Mountains relatief arm zijn, kunnen ze weinig duurdere wapens zoals kanonnen en pistolen veroorloven. Hun mijnwerkers zijn wel hard te verslaan.